# 北京学生活动管理中心
39°52′21″N 116°25′43″E / 39.87240°N 116.42869°E

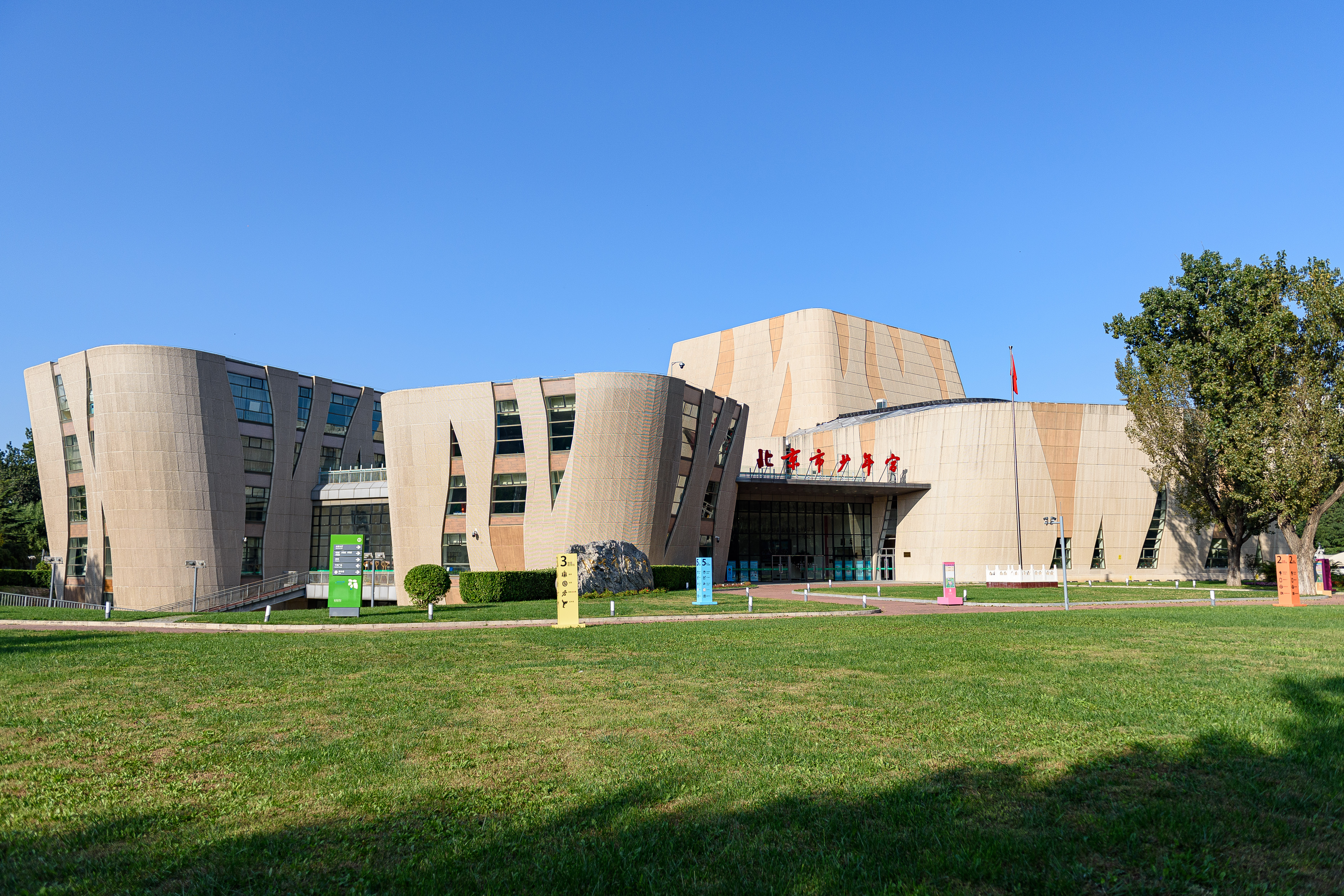
北京市少年宫新址

北京学生活动管理中心，位于北京市东城区龙潭街道左安门西街11号，是北京市教育委员会直属的公益一类事业单位。

## 概况
北京学生活动管理中心成立于2000年，是由北京市少年宫、北京市青少年科技馆合并而成。2013年，在整合北京学生活动管理中心、北京教学植物园的基础上，重新组建北京学生活动管理中心，挂北京市少年宫、北京市青少年科技馆、北京教学植物园的牌子，同时还设有北京市校外教研室、北京市中小学生社会大课堂管理办公室等机构。
北京学生活动管理中心的主要职责是：“承担北京地区学生活动组织管理的事务性工作，面向全市未成年人开展校外教育活动，负责本市校外教育的教科研工作，负责本市植物与环境教育实验基地建设，为全市中小学校开展植物科学、综合实践等相关学科教育教学实践活动提供支持。”
北京学生活动管理中心受北京市教育委员会委托，“同时负责北京市学生金帆艺术团、北京大学生艺术团、北京阳光少年艺术团、北京市学生金帆书画院、北京市学生金鹏科技团建设管理工作，负责北京市中小学生社会大课堂资源单位建设、管理及大课堂活动示范指导，北京市中小学培育和践行社会主义核心价值观‘四个一’活动组织实施工作，负责北京市校外教师培训、北京市乡镇校外活动站建设、《首都校外教育》杂志编辑工作。”
2000年北京学生活动管理中心成立后，起初设在原北京市少年宫的旧址西城区景山后街11号。此处是景山寿皇殿、观德殿等古建筑。2013年12月，北京学生活动管理中心从西城区景山后街11号迁至东城区左安门西街11号，新址占地面积14.42万平方米，建筑面积4.92万平方米，有艺术、体育、科技、植物与环境教育等设施。

## 历史

### 北京市少年宫历史

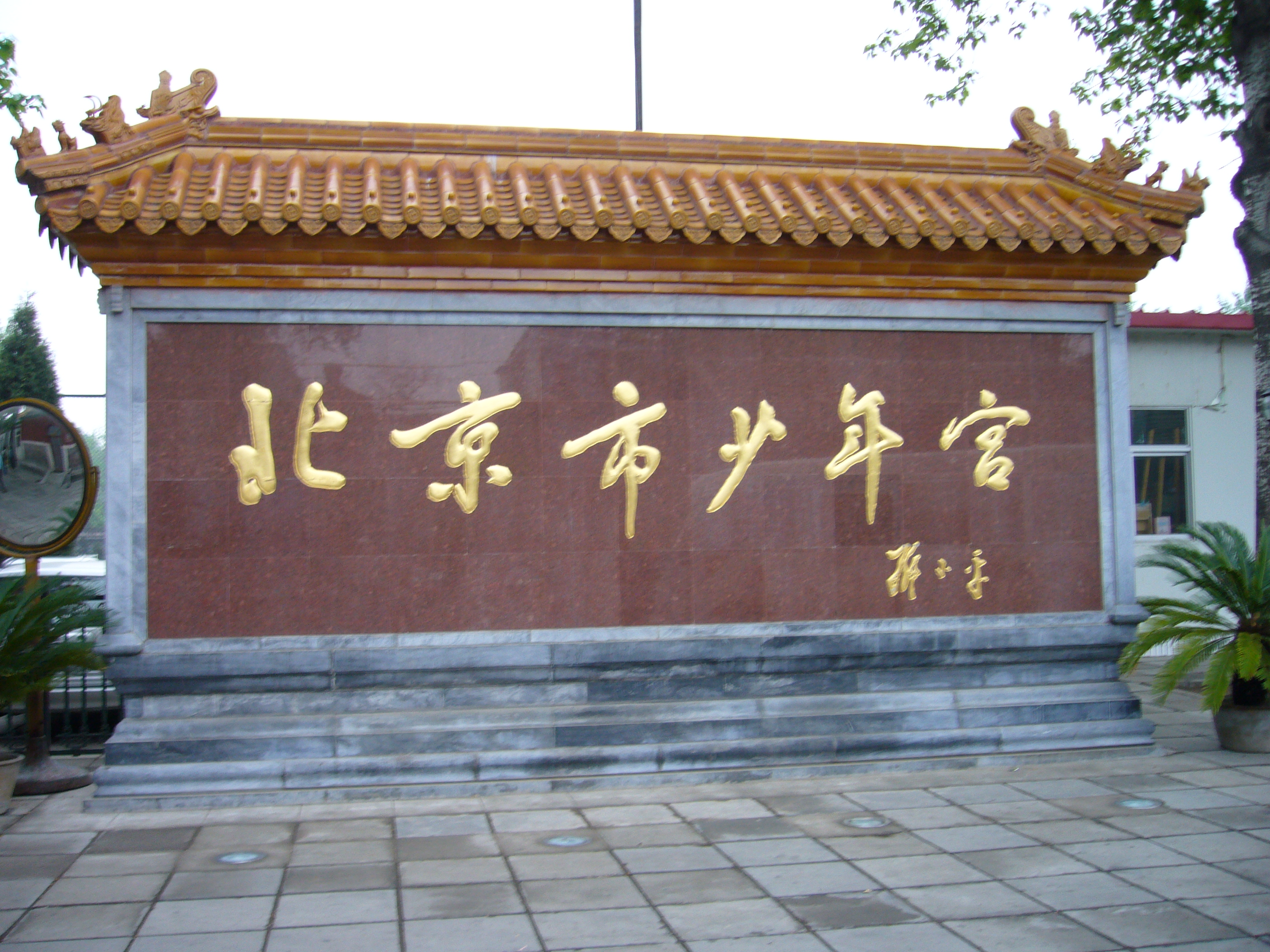
2009年位于景山寿皇殿北京市少年宫北大门内的“北京市少年宫”名，由邓小平题写

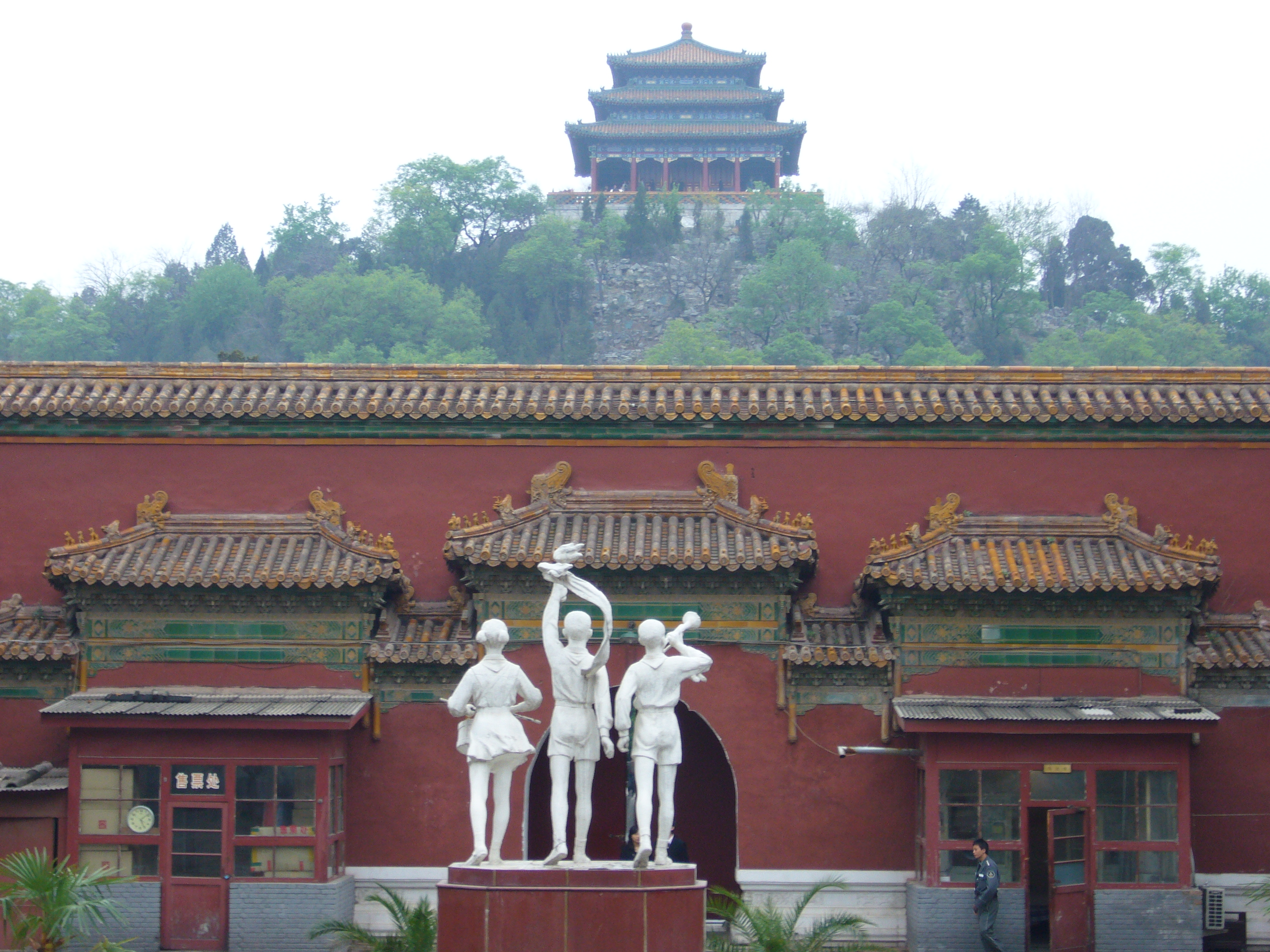
2009年，从北京市少年宫所在的景山寿皇殿宫门内遥望景山万春亭

1952年10月25日，北京市少年之家成立。起初位于北海北岸的阐福寺，由于面积较小，中国新民主主义青年团北京市委决定另寻他址。1954年，经北京市少年之家主任徐永江和故宫博物院院长吴仲超选址，定下景山寿皇殿为新址，并经团市委报告北京市人民政府，市长彭真迅速批示同意。
1954年10月29日中国新民主主义青年团中央书记处致函中共中央刘澜涛并彭真、习仲勋、陆定一、杨尚昆、萧华，请求将北京市景山公园的华北军区防空司令部防空阵地撤走后将原处改建为北京市少年儿童文化公园，并在其中设立少年宫、儿童体育场等场所，由北京市教育局和团市委共同管理，或由教育部和团中央共同管理。12月12日，彭真致函刘澜涛并胡耀邦，同意将景山辟为少年宫。1955年6月1日，北京市少年宫正式投入使用。
1956年1月1日上午9时，500名佩戴红领巾的少年儿童聚集在新少年宫内，北京市副市长吴晗在会上向少年儿童宣布：“北京市的少年儿童们：我在这里宣布：今天，我代表市人民政府把这座美丽的少年宫送给你们。从今天起，你们就是这所宫殿的主人。祝你们好好学习，健康成长，准备着建设我们伟大的祖国！”历任中国党和政府领导人均来此视察过。如胡锦涛在2004年5月31日即来寿皇殿同少年儿童一起欢度“六一”。现“北京市少年宫”宫名为1985年12月该少年宫建宫30周年前夕由邓小平题写。
至晚自2003年起，北京市园林局已有将北京学生活动管理中心暨北京市少年宫迁出寿皇殿的动议。自2007年起，新的北京学生活动管理中心建築開始建設。2013年11月18日，北京学生活动管理中心暨北京市少年宫开始搬迁，从景山公园寿皇殿迁入左安门西街11号的新址，原先占用的寿皇殿等建筑开始腾退移交给景山公园。2013年12月27日，“北京市少年宫”匾从寿皇殿前的三座门上摘下，腾退交接第一阶段即主体腾退交接工作完成，包括北京市少年宫科技院（永思殿及以北范围）、北京市少年宫艺术院（寿皇殿院落）、开放活动院、观德殿院落、观德殿院外北侧的北京市少年宫职工宿舍，不包括网络机房，总占地面积27900平方米。自此到2014年12月31日前，是腾退交接第二阶段即收尾阶段，腾退范围包括北京市少年宫体育院及网络机房，总占地面积24418平方米。腾退交接第一、二阶段的腾退范围总占地面积52318平方米。
- 2009年正在北京市少年宫学习二胡的儿童
- 2009年正在北京市少年宫教授二胡演奏方法的老师
- 2009年正在北京市少年宫指导学生练习声乐的老师

### 北京市青少年科技馆历史
1957年5月26日，北京市青少年科技馆成立。2000年，北京市青少年科技馆、北京市少年宫合并组建北京学生活动管理中心。2013年，北京教学植物园与北京学生活动管理中心合并，重新组建北京学生活动管理中心时，保留北京市青少年科技馆的牌子。

### 北京教学植物园历史
北京教学植物园位于北京市东城区龙潭湖百果园3号。北京教学植物园是经彭真关心，1957年由吴晗主持创建。彭真为该园题写了园名。该植物园占地面积11.65万平方米，隶属北京市教育委员会，是中华人民共和国“唯一一所专门为中小学相关学科教学实习、科普及环境教育、中小学师资培训、生物实验和劳技实习材料繁育供应、校园绿化美化提供服务的教育教学单位”。北京教学植物园是“全国科普教育基地”、“北京生态道德教育基地”、“北京市科普教育基地”。 
北京教学植物园内设有：树木分类区、草本植物区、水生植物区与人工模拟湿地、农作物展示区、温室植物区、木化石园区、动植物标本展室等等。北京教学植物园根据北京市中小学教育教学所需，种植植物1500多种，还在各园区设有特殊植物说明牌以及科普橱窗。该园还设有多功能科普报告厅、科普展览室、开放实验室、动手活动室、 动植物标本室、植物组培室、气象站、太阳能利用、雨水收集等等设施。
北京教学植物园的园训为“躬耕不辍，育苗育人”。此外，该园还有园标，以及园歌《腾飞的翅膀》。